# سبنسر بلاك
سبنسر بلاك (بالإنجليزية: Spencer Black)‏ هو سياسي أمريكي، ولد في 25 مايو 1950. حزبياً، نشط في الحزب الديمقراطي. وقد انتخب عضو جمعية ولاية ويسكونسن.